# Апостольська адміністратура для вірних візантійського обряду в Білорусі
Апостольська адміністратура для вірних візантійського обряду в Білорусі (лат. Administratio Apostolica Belorussiae pro fidelibus ritus byzantini) — апостольська адміністрація для вірних візантійського обряду в Білорусі, заснована 30 березня 2023 року Папою Франциском.

## Історія
Католицька спільнота візантійського обряду в Білорусі є спадкоємицею єпархій Київської митрополії на цій території, які 1596 року уклали Берестейську унію з Апостольською Столицею. Після потрапляння цих земель під владу Російської імперії ці структури були ліквідовані. У 1939 році митрополит Андрей Шептицький створив екзархат у Білорусі, але розвиткові завадила Друга світова війна та подальший період комуністичного панування.
У 1988 році розпочалося відродження церковних громад, і від 1993 року вони ввірені пастирському проводові Апостольського візитатора, якого призначив Папа Іван Павло ІІ.

## Сучасність
Сьогодні нараховується 16 парафій, на яких служать 16 священників і 3 диякони. Апостольську адміністратуру для вірних візантійського обряду в Білорусі очолює омофорний архимандрит Сергій Гаєк MIC.